# 中国猎龙亚科
中国猎龙亚科（学名：Sinovenatorinae）是已灭绝似鸟伤齿龙科恐龙的一个亚科，仅分布于早白垩世的中国，包含中国猎龙及其近缘属。